# Thomas Kantzow
Thomas Kantzow, né vers 1505 à Stralsund et mort le 25 septembre 1542 à Stettin, est un chroniqueur et historien du duché de Poméranie.

## Biographie
Thomas Kantzow fait ses études à Rostock (1526) et devient en 1528 secrétaire des ducs de Poméranie Barnim IX et Georges Ier. En 1532, il rejoint la cour de Philippe Ier à Wolgast lors du partage du duché et s'oppose alors à la politique de Barnim. Il participe à la mise en œuvre de la réforme protestante en Poméranie. En 1538, il enseigne à l'université de Wittenberg où il est chargé par Philippe Mélanchthon de garder des contacts avec le duché de Poméranie.
Malade, il meurt en 1542 et est inhumé dans l'église Sainte-Marie de Stettin.

## Œuvres
On lui doit une grande étude sur l'histoire de la Poméranie, Fragmenta der pommerischen Geschichte (1534-1542). Ses manuscrits ont été retrouvés en 1729, 1832 et 1973. En France, l'ouvrage ne fut publié qu'en 1817.